# Landas
Landas (Nederlands: Landast) is een gemeente in het Franse Noorderdepartement (Frans: département du Nord). De gemeente telde 2.482 inwoners op 1 januari 2022.

## Geografie
De oppervlakte van Landas bedroeg op 1 januari 2022 11,95 vierkante kilometer; de bevolkingsdichtheid was toen 207,7 inwoners per km².

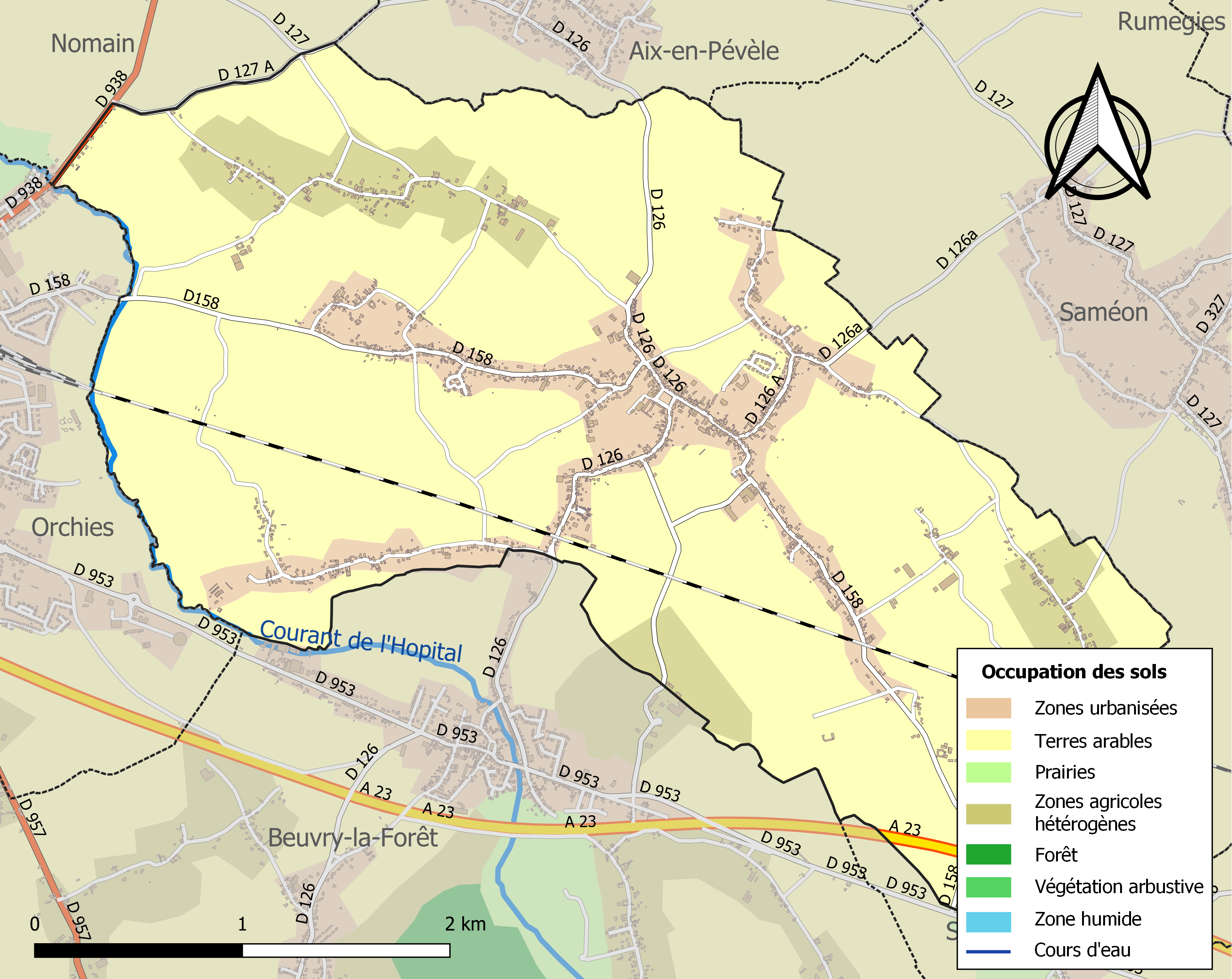
Kaart van de gemeente met de belangrijkste infrastructuur, bodemgebruik en omliggende gemeenten

## Bezienswaardigheden
- De Sint-Vaastkerk (Église Saint-Vaast) heeft een koor en een toren die dateren van 1738. Het schip, door de bliksem getroffen in 1752, werd herbouwd in vergrote vorm in 1775. In de toren hangt een klok uit 1285.

## Natuur en landschap
Ten zuiden van Landas stroomt de Courant de l'Hôpital. De hoogte aan de kerk bedraagt 37 meter.

## Demografie
Onderstaande figuur toont het verloop van het inwonertal (bron: INSEE-tellingen).

## Verkeer en vervoer
In de gemeente staat het spoorwegstation Landas.
Door het zuiden van de gemeente loopt de autosnelweg A23. In het westen loopt de weg Douai-Orchies-Doornik.

## Nabijgelegen kernen
Aix-en-Pévèle, Orchies, Beuvry-la-Forêt, Sars-et-Rosières, Saméon